# Jung Tae-kyun
Jung Tae-kyun (ur. 29 sierpnia 1980) – południowokoreański zapaśnik w stylu klasycznym. Dwukrotny uczestnik mistrzostw świata, dziesiąty w 2007. Zdobył dwa medale na mistrzostwach Azji, złoto w 2005 i brąz w 2008 roku.